# Zoeterwoude

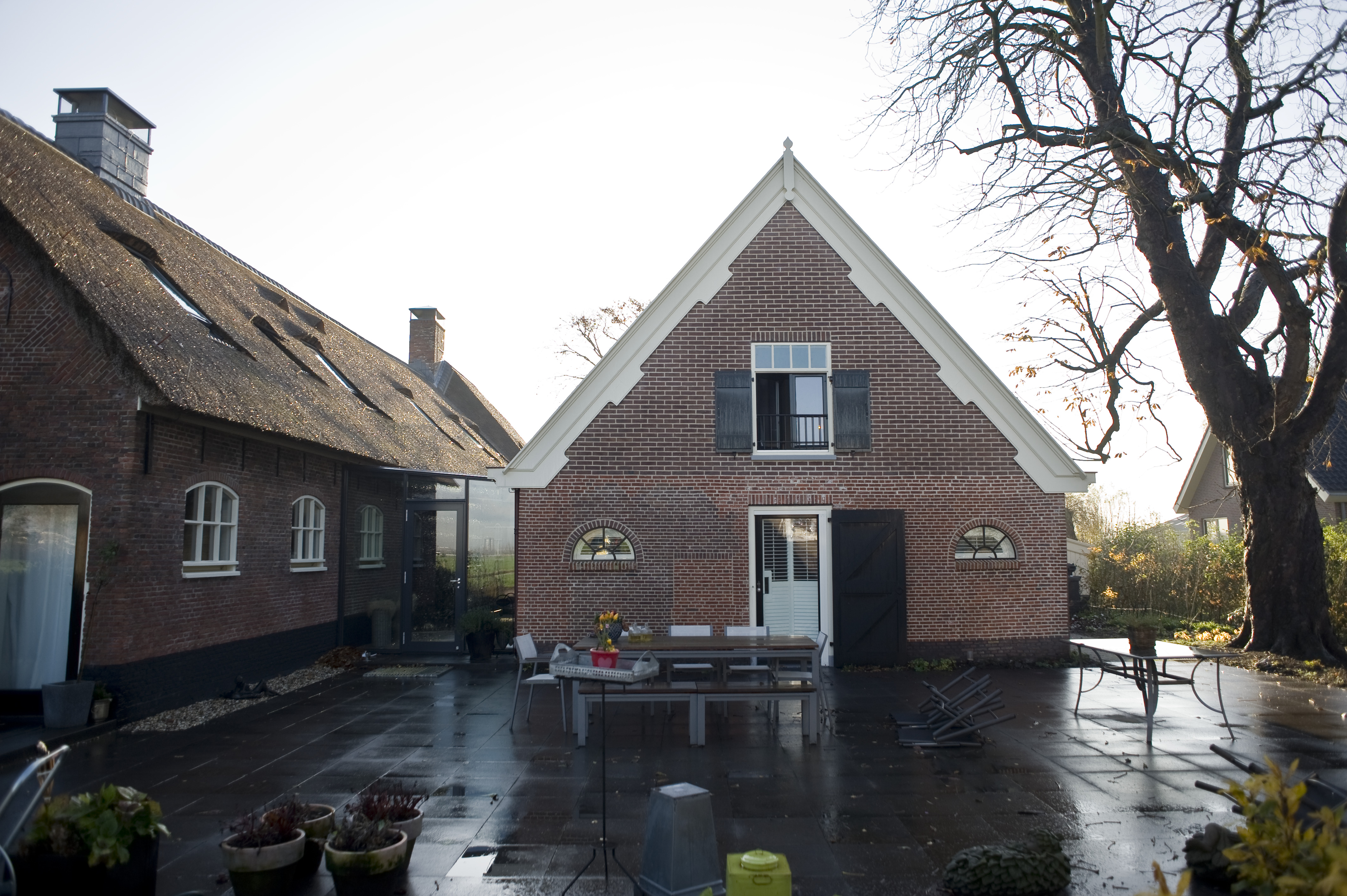
Zoeterwoude

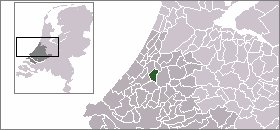
Zoeterwoudes läge.

Zoeterwoude är en kommun i provinsen Zuid-Holland i Nederländerna. Kommunens totala area är 21,91 km² (där 0,67 km² är vatten) och invånarantalet är på 8 526 invånare (2004).